# Topaser
Topaser (Topaza) är ett fågelsläkte i familjen kolibrier. Släktet omfattar två arter som förekommer i Amazonområdet:
- Eldtopas (T. pyra)
- Karmosintopas (T. pella)